# إليزابيث أدكنز
إليزابيث أدكنز (بالإنجليزية: Elizabeth Adkins)‏، (مواليد 1696 - وفيات 1747) كانت تُعرف أيضًا باسم مول كينج، ومول بيرد، وماري جودسون، وماري وماريا جودسون، كانت شخصية بارزة في العالم السفلي في لندن خلال أوائل القرن الثامن عشر. كانت تمتلك مقهى يُدعى مقهى الملك (بالإنجليزية: King's Coffeehouse)‏ مع زوجها توم كينغ، زُعم أنها عملت أيضًا في تجارة الجنس والنشل.
تم ربط إليزابيث أدكنز في التحليل التاريخي بمجرمة من لندن تُدعى مول كينغ، تشير وثائق المحكمة إلى أن مول كينغ قد وُلدت قبل عشرين عامًا على الأقل من مولد إليزابيث.